# Nannowithius
Genre
Synonymes
- Plesiowithius Vachon, 1954
- Myrmecowithius Beier, 1963

Nannowithius est un genre de pseudoscorpions de la famille des Withiidae.

## Distribution
Les espèces de ce genre se rencontrent dans le Nord de l'Afrique, au Moyen-Orient et au Pakistan,.

## Description
Les espèces de ce genre sont myrmécophiles.

## Liste des espèces
Selon Pseudoscorpions of the World (version 3.0) :
- Nannowithius aethiopicus (Simon, 1900)
- Nannowithius buettikeri (Mahnert, 1980)
- Nannowithius pakistanicus (Beier, 1978)
- Nannowithius paradoxus (Mahnert, 1980)
- Nannowithius wahrmani (Beier, 1963)

et placées depuis :
- Nannowithius dekeyseri (Vachon, 1954)
- Nannowithius caecus (Beier, 1929)

Le genre Plesiowithius a été placé en synonymie avec Nannowithius par Harvey en 2015.

## Publication originale
- Beier, 1932 : Zur Kenntnis der Cheliferidae (Pseudoscorpionidea). Zoologischer Anzeiger, vol. 100, p. 53-67.